# Velîka Uholka, Teceu
Velîka Uholka (în ucraineană Велика Уголька) este o comună în raionul Teceu, regiunea Transcarpatia, Ucraina, formată numai din satul de reședință.

## Demografie
Componența lingvistică a comunei Velîka Uholka
     Ucraineană (100%)
Conform recensământului din 2001, toată populația comunei Velîka Uholka era vorbitoare de ucraineană (100%).